# Hüseyin Türkmen
Hüseyin Türkmen, né le 1er janvier 1998 à Akçaabat en Turquie, est un footballeur turc qui évolue au poste de défenseur central à Trabzonspor.

## Biographie

### Trabzonspor
Natif d'Akçaabat dans la province de Trabzon en Turquie, Hüseyin Türkmen est un pur produit du centre de formation de Trabzonspor. Le 30 novembre 2020 il signe son premier contrat professionnel avec son club formateur. Le 13 mai 2018 Türkmen joue son premier match en professionnel, lors d'une rencontre de Süper Lig face à Bursaspor. Il entre en toute fin de partie et son équipe remporte la rencontre sur le score de trois buts à un.
Türkmen s'impose comme un titulaire dans la défense de Trabzonspor lors de la saison 2018-2019. Il connaît sa première expérience dans un match de coupe d'Europe le 8 août 2019, à l'occasion d'une rencontre qualificative pour la Ligue Europa face au Sparta Prague (2-2).

### En équipe nationale
Hüseyin Türkmen fête sa première cap avec l'équipe de Turquie espoirs le 23 mars 2019 contre l'Albanie espoirs. Il est titulaire ce jour-là et les jeunes turcs s'imposent par deux buts à un.
En novembre 2019, Şenol Güneş, alors sélectionneur de la Turquie, affirme que Türkmen fait partie des joueurs qu'il observe.

## Palmarès

### En club

#### Trabzonspor
- Championnat de Turquie (1) :
  - Champion en 2022
- Coupe de Turquie (1) :
  - Vainqueur en 2020